# NHL 2K10
《NHL 2K10》是一款由Visual Concepts制作、2K Sports发行的体育类游戏。本游戏最初于2009年9月在Xbox 360等平台发行。本游戏是《NHL 2K9》的续作。
游戏主要是模拟冰球比赛。
根据评论网站Metacritic的反馈，本游戏Wii版本收到普遍较好的评价。其他平台收到混合至正面评价。在日本，《Fami通》给予PlayStation 3和Xbox 360版本24/40的分数。